# Protestanten in Rusland
Protestanten in Rusland vormen tussen de 0,5 en 1,5% (of 700.000 - 2 miljoen aanhangers) van de totale bevolking van het land. In 2004 waren er 4.435 geregistreerde protestantse verenigingen, 21% van het totaal aan geregistreerde religieuze organisaties, ze nemen daarmee de tweede plaats in na de Oosters Orthodoxe Kerk. In 1992 waren er niet meer dan 510 protestantse organisaties in Rusland.
Volgens een onderzoek uitgevoerd eind 2013 gaf 1% van de ondervraagde Russen aan protestants te zijn, 1% Rooms-Katholiek, 1% "overig christelijk" en 69% Russisch Orthodox.

## Geschiedenis
De eerste protestantse kerken (Luthers en Hervormd) in Rusland verschenen in de 16e en 17e eeuw in de grote steden, als gevolg van West-Europese immigratie. Vooral Lutherse kerken vertegenwoordigden een aanzienlijke minderheid in het Rusland van voor 1917.
In de 18e eeuw onder tsarina Catharina de Grote, kwamen grote aantallen Duitsers zich in Rusland vestigen, waaronder Mennonieten, Luthersen, Hervormden en ook Rooms-Katholieken.
De geschiedenis van inheemse Russische protestanten begon daarvoor al met bewegingen als de Strigolniki in de 14e eeuw, later in de 16e-18e eeuw de Molokan- en Doukhoborbeweging en de zevendedagsadventisten. Zij bereidden de weg voor de latere uitbreiding van de protestantse beweging. Een groot aantal leden van bovengenoemde gemeenschappen emigreerden in de 19e en 20e eeuw naar Canada, de Verenigde Staten en Latijns-Amerika.
De eerste Baptistengemeenschappen ontstonden los van elkaar in drie ver uit elkaar gelegen gebieden van het Russische keizerrijk, Transkaukazië, Oekraïne en St. Petersburg, in de jaren '60 en '70 van de 19e eeuw.
Volgens informatie van het Christian History Institute groeide het aantal Baptisten flink na de Eerste Wereldoorlog. Enkele Russische gevangenen werden bekeerd door Duitse missionarissen, en gingen zelf prediken na terugkeer uit de gevangenis. Rond 1950 waren er naar schatting 2 miljoen Baptisten in de Sovjet-Unie, waarvan het grootste deel in Oekraïne.
Veel leiders en gelovigen van diverse protestantse gemeenschappen hadden te lijden van vervolging door het communistisch regime, inclusief gevangenneming en executie. De leider van de 7e-dagadventisten in de Sovjet-Unie, Vladimir Sjelkov (1895–1980), bracht het grootste deel van zijn leven na 1931 in de gevangenis door en stierf in een kamp in Jakoetië. Aanhangers van de Pinksterbeweging kregen massaal gevangenisstraffen van 20-25 jaar waarbij velen omkwamen, ook een van de leiders van de beweging, Ivan Voronajev.
In de periode na de Tweede Wereldoorlog kwamen regelmatig protestantse gelovigen in psychiatrische inrichtingen terecht en ondergingen behandelingen en gevangenschap, vaak voor het weigeren van militaire dienstplicht. Ontheffing uit de ouderlijke macht kwam daarbij ook voor.

## Bijbelvertaling
De eerste pogingen om de Bijbel te vertalen in gewoon Russisch als alternatief voor het oudere Kerkslavisch vond plaats in de 16e en 17e eeuw. Deze werken zijn in perioden van oorlog en politieke onrust verloren gegaan.
De eerste volledige Bijbelvertaling in het Russisch begon in 1813 na de oprichting van het Russisch Bijbelgenootschap. Een complete editie met het Oude Testament en het Nieuwe Testament werd in 1876 gepubliceerd. Deze editie is veel gebruikt in Protestantse gemeenschappen in Rusland en de andere vroegere Sovjetstaten. De laatste tijd zijn modernere vertalingen uitgekomen. Het Bijbelgenootschap verspreidde tussen 1813 en 1826 alleen al 500.000 exemplaren van Bijbelgerelateerde boeken in 41 talen over het Russisch grondgebied. In de loop van de 19e en 20e eeuw werden de activiteiten van het genootschap diverse keren stilgelegd door ingrijpen of tegenwerking van de overheid, in de 20e eeuw voor langere duur.
Het Bijbelgenootschap werd opnieuw opgericht in 1990-1991 na een onderbreking onder het Sovjetregime.
De openingsceremonie van het gebouw van het Russisch Bijbelgenootschap in Moskou werd bijgewoond door vertegenwoordigers van de Orthodoxe, Katholieke en Protestantse kerken, die de krachten bundelden ten behoeve van Bijbelvertaling en -verspreiding. De publicaties van het genootschap zijn gebaseerd op de gemeenschappelijke leer van de vroeg-christelijke kerk en bevatten ook meer vrijzinnige commentaren. Per jaar worden meer dan een miljoen bijbel-gerelateerde boeken gedrukt. Er wordt gewerkt aan Bijbelvertalingen voor de anderstalige etnische groepen in Rusland.

## Huidige tijd

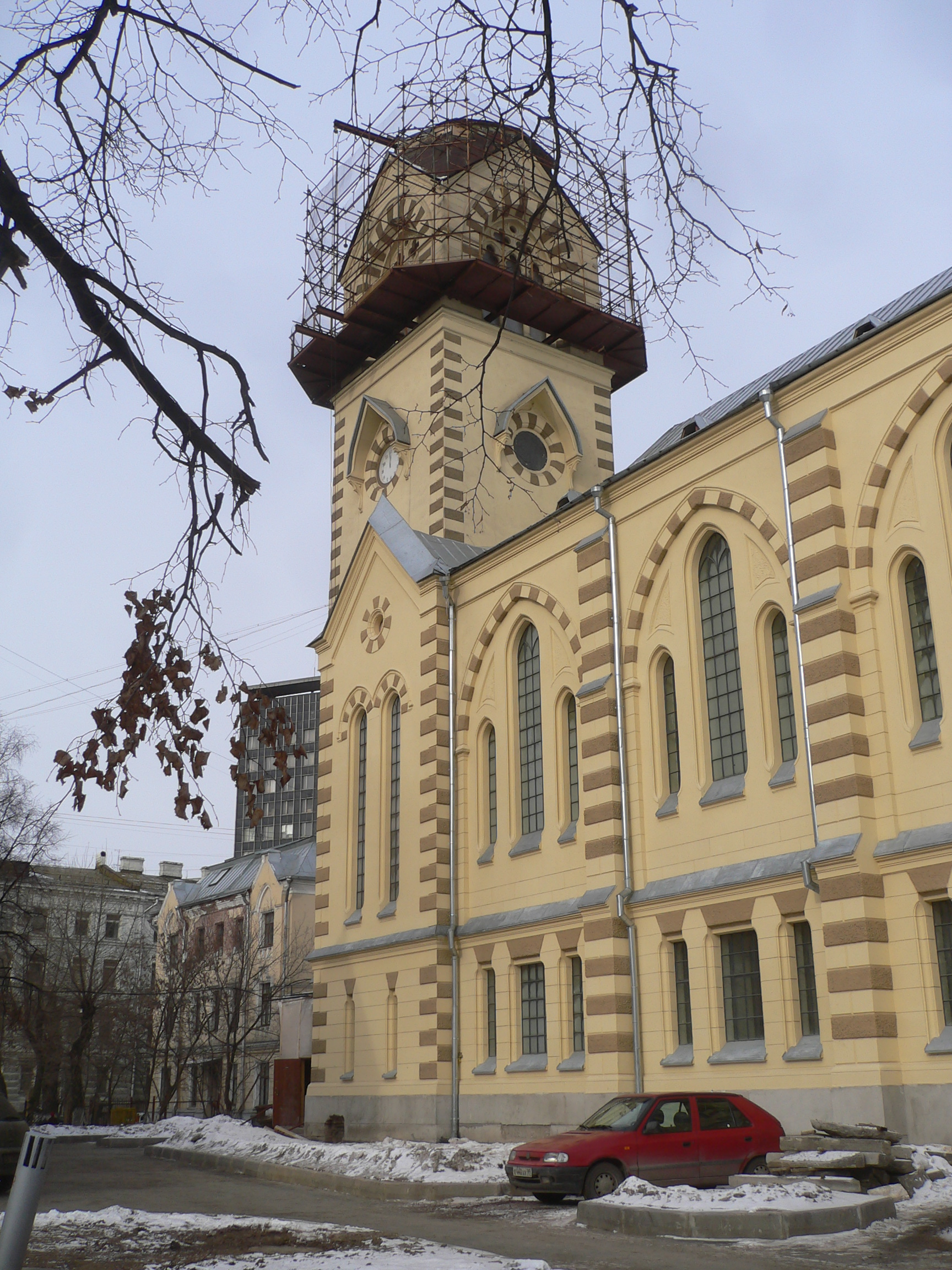
Lutherse kerk in Moskou

De belangrijkste groeperingen protestanten in Rusland zijn tegenwoordig Evangelische Christenen, vooral Baptisten en de Pinkstergemeente, 7e dagadventisten, de Lutherse kerk en de Evangelisch Lutherse kerk van Ingermanland en Karelië en een groep Presbyterianen van Koreaanse afkomst.
Sommige protestanten (vooral op het platteland) melden bij hun activiteiten tegenwerking te ondervinden van de lokale autoriteiten en beperkingen door de overheid. In april 2007 gaf het Europees Hof voor de Rechten van de Mens de Russische staat de opdracht EUR 10.000 smartengeld te betalen voor hun weigering om de Moskouse afdeling van het Leger des Heils te registreren.